# Миккельское (болото)
Ми́ккельское — болото в Пряжинском районе Республики Карелия, болотный памятник природы.

## Общие сведения
Находится в 8,5 км на северо-запад от посёлка Крошнозеро, в 13 км на север от посёлка Эссойла, вблизи озера Миккильское.
Является типичным верховым грядово-мочажинным болотом.
Используется как охотничьи угодья, является ценным ягодником клюквы и морошки.